# Peter Guthrie Tait
Peter Guthrie Tait (Dalkeith, 28 de abril de 1831 — Edinburgh, 4 de julho de 1901) foi um físico matemático escocês.
É conhecido principalmente como autor do livro Treatise on Natural Philosophy, que escreveu juntamente com William Thomson, e por estudos iniciais sobre a teoria dos nós, que contribuiu para o estabelecimento da topologia como ramo da matemática.